# Jacques Ruël
Jacques Ruël, né à Alençon le 9 novembre 1673 et mort à Orléans le 16 juillet 1756, est un professeur jésuite français.

## Biographie
Entré, après trois ans de philosophie, au noviciat de Paris le 29 septembre 1691, Ruël fit un an de rhétorique, après le noviciat de 1693 à 1694, avant de partir comme scolastique pour le collège de Québec, où il professa la grammaire et la rhétorique de 1694 à 1699.
Rentré en France en 1699, il est renvoyé à La Flèche pour y étudier quatre ans la théologie. Il est nommé profès le 2 février 1707.

## Sources
- Camille de Rochemonteix, Les Jésuites et la Nouvelle-France au XVIIe siècle, t. 3, Paris, Letouzey et Ané, 1896, p. 368.
- René Le Tenneur, Les Normands et les origines du Canada français, Coutances, O. C. E. P., 1973.